# Polyrhachis rastellata
Polyrhachis rastellata är en myrart som först beskrevs av Pierre André Latreille 1802.  Polyrhachis rastellata ingår i släktet Polyrhachis och familjen myror.

## Underarter
Arten delas in i följande underarter:
- P. r. baduri
- P. r. celebensis
- P. r. ceylonensis
- P. r. congener
- P. r. corporaali
- P. r. fulakora
- P. r. nomo
- P. r. pagana
- P. r. rastellata
- P. r. semiinermis

## Bildgalleri

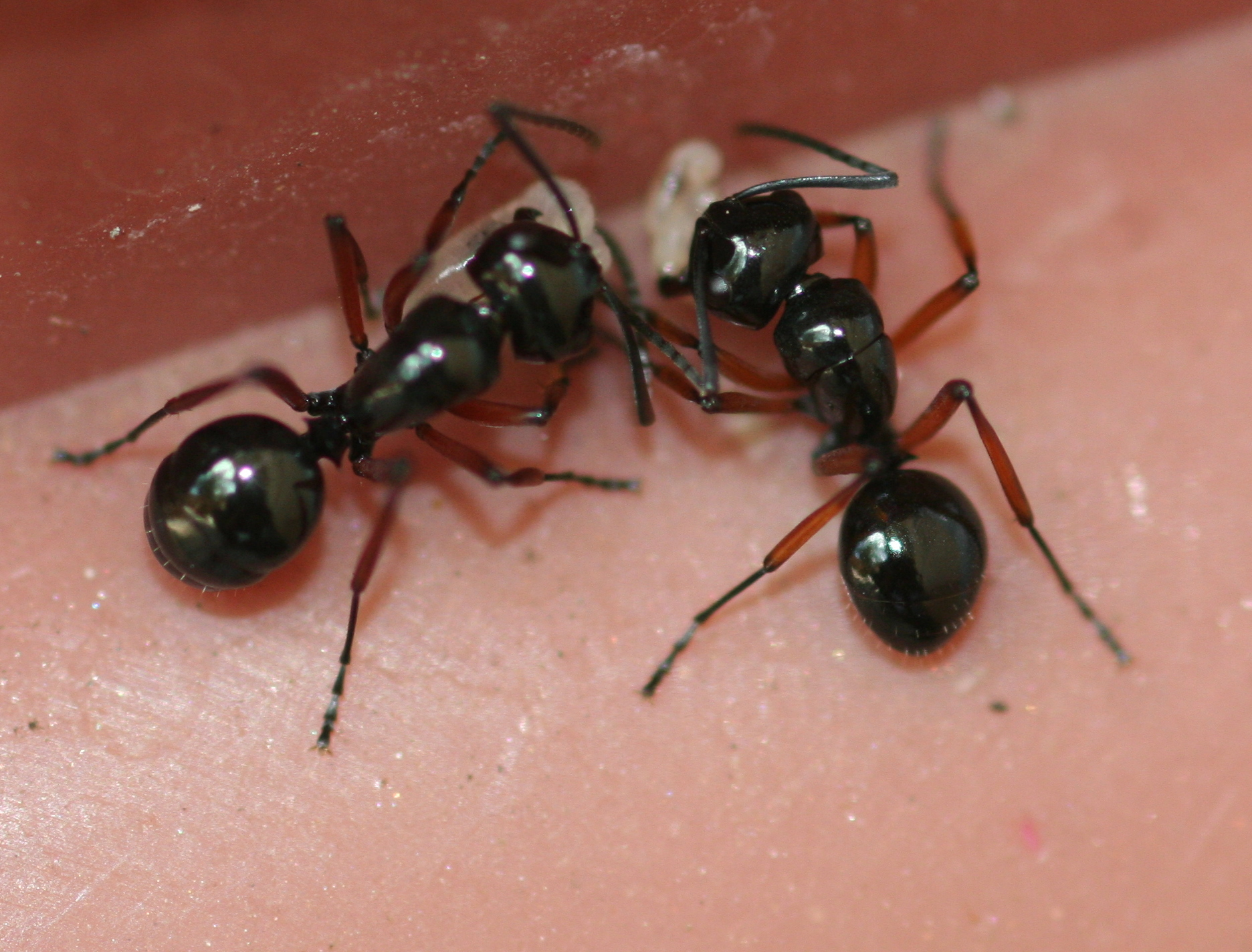